# Заблодский, Григорий Петрович
Григорий Петрович Заблодский (21 августа 1902, поселок Брянского рудника, теперь город Брянка Луганской области — 1994, город Москва) — советский деятель, горный инженер, начальник комбината «Сталиноуголь». Герой Социалистического Труда (1948). Член ЦК КП(б)У в 1949—1952 г.

## Биография
Окончил двухклассное рудничное училище. Работал учеником токаря механических мастерских шахты. В 1922 году окончил курсы машинистов врубовых машин. Работал помощником машиниста, машинистом врубовой машины на шахтах Донбасса.
Член ВКП(б) с 1927 года.
В 1928 году окончил Донецкий индустриальный (горный) институт.
В 1928—1930 г. — помощник технического руководителя шахты.
В 1930—1940 г. — заведующий горными работами, помощник главного инженера шахты № 1 «Щегловка», главный инженер шахты «Ново-Бутовская», начальник участка шахты имени Лазаря Моисеевича Кагановича, заместитель главного инженера, главный инженер, заведующий шахты № 18 имени Сталина треста «Снежноеантрацит» Сталинской области.
В 1940 — октябре 1941 г. — главный инженер комбината «Сталиноуголь» Сталинской области.
С 1941 г. — главный инженер треста «Анжероуголь»; главный инженер комбината «Кемеровоуголь» Кемеровской области РСФСР.
В 1943—1947 г. — главный инженер комбината «Сталиноуголь» Сталинской области.
В сентябре 1947—1950 г. — начальник комбината «Сталиноуголь» Сталинской области.
С 1950 г. — на руководящей работе в Министерстве угольной промышленности СССР.
В 1958—1962 г. — начальник Государственного комитета по надзору за безопасным ведением работ в промышленности и горному надзору при Совете Министров РСФСР.
Проживал в Москве.

## Награды
- Герой Социалистического Труда (28.08.1948)
- два ордена Ленина (1.01.1948, 28.08.1948)
- два ордена Трудового Красного Знамени (17.02.1939,)
- орден Знак Почета (1943)
- медали